# チャンスだピンチだABO!
『チャンスだピンチだABO!』(チャンスだピンチだエービーオー!)は、堺紀世・岸本けいこによる日本の漫画作品。
『なかよし』（講談社）にて連載された。

## 概要
『チャンスだピンチだABO!』は弱小高校の野球部を甲子園に行かせるために主人公と友人のマネージャーがABO式血液型占いを使った短編ラブストーリー。
『4月20日になにかがおこる!』は壊れた時計で占いをして4月20日に恋の行方がわかる短編ラブストーリーである。

## 書誌情報
- チャンスだピンチだABO! 発売日： 1984/09/6 ISBN 978-4061084803
  - 4月20日なにかがおこる！